# Fürstensteiner Grund
Der Fürstensteiner Grund (poln. Wąwóz Książ) in der polnischen Woiwodschaft Niederschlesien ist eine etwa vier Kilometer lange, vom Hellebach durchflossene Schlucht im Waldenburger Bergland. Der Weg durch den Grund führt an Felswänden vorüber. Auf der linken Talseite befindet sich die Burgruine der alten Burg Fürstenstein, einer ehemaligen im mittelalterlichen Stil erbauten Ritterburg aus dem Ende des 18. Jahrhunderts, auf der rechten Talseite das Schloss Fürstenstein (Zamek Książ). 
Der Grund beginnt bei der Kirche St. Anna im Ortsteil Zips von Szczawienko (Niedersalzbrunn) in der Gemeinde Wałbrzych (Waldenburg) und endet in Pelcznica (Polsnitz) oberhalb von Świebodzice (Freiburg in Schlesien).

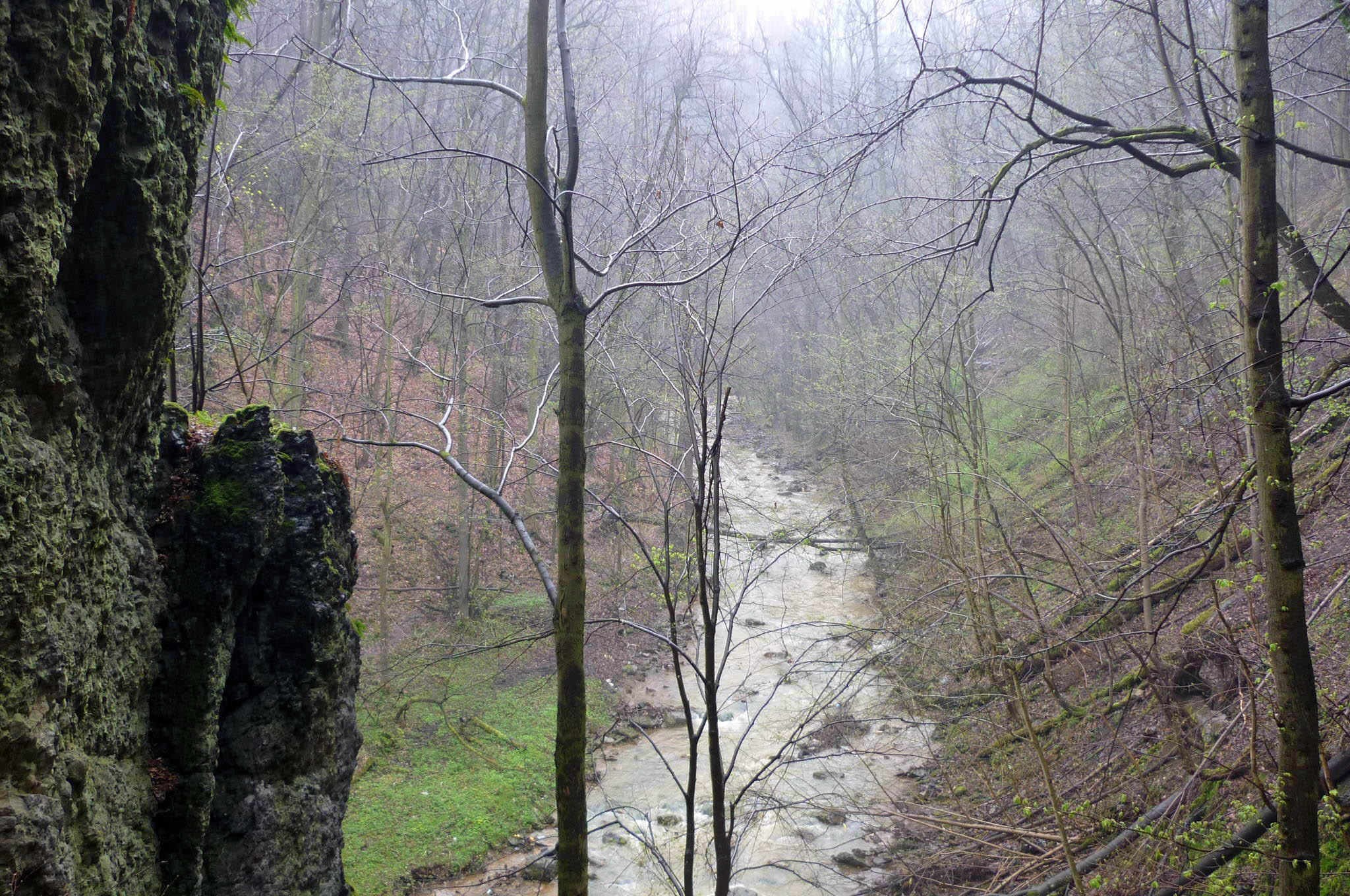
Im Fürstensteiner Grund
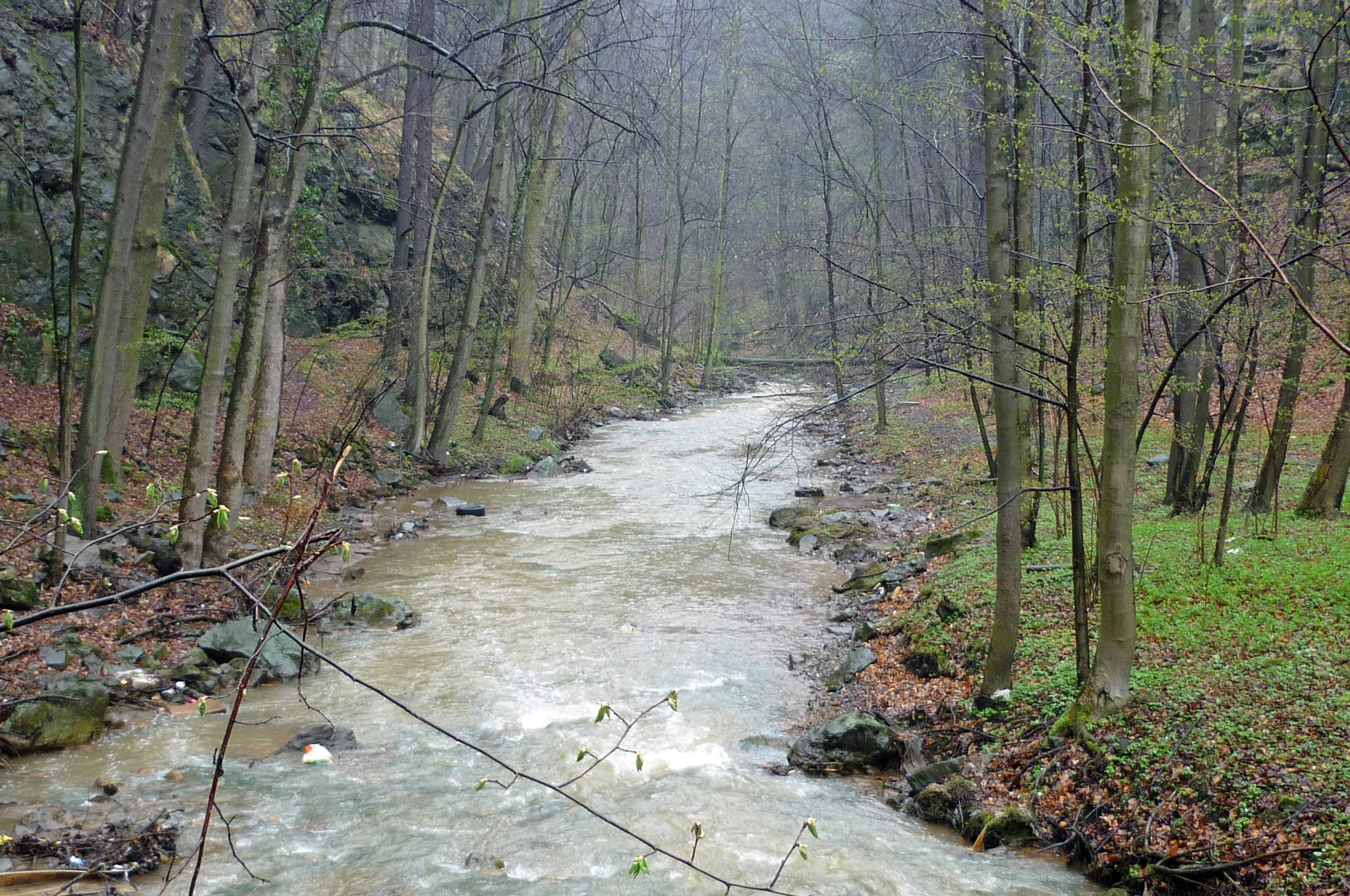
Im Fürstensteiner Grund
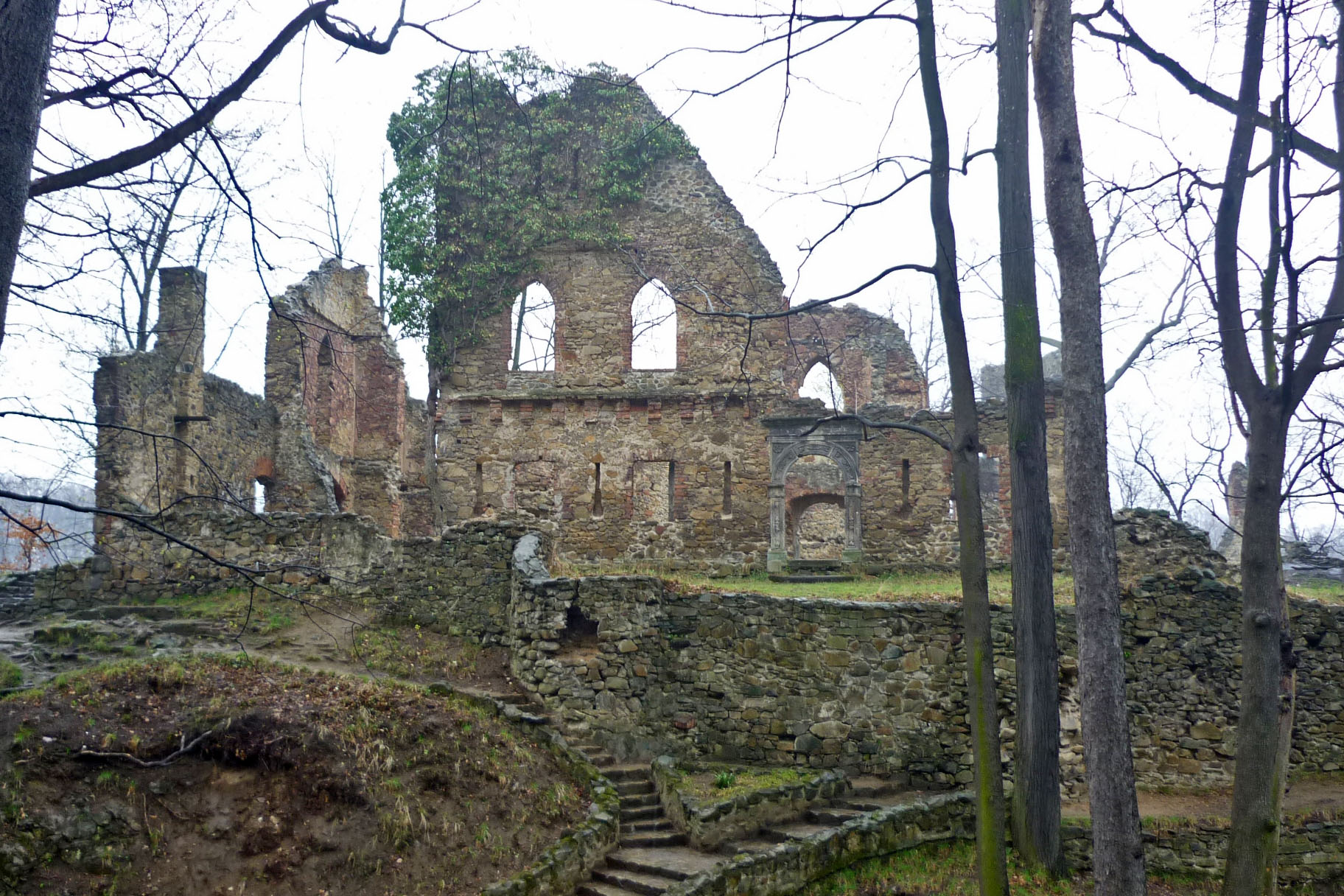
Ruine der alten Burg
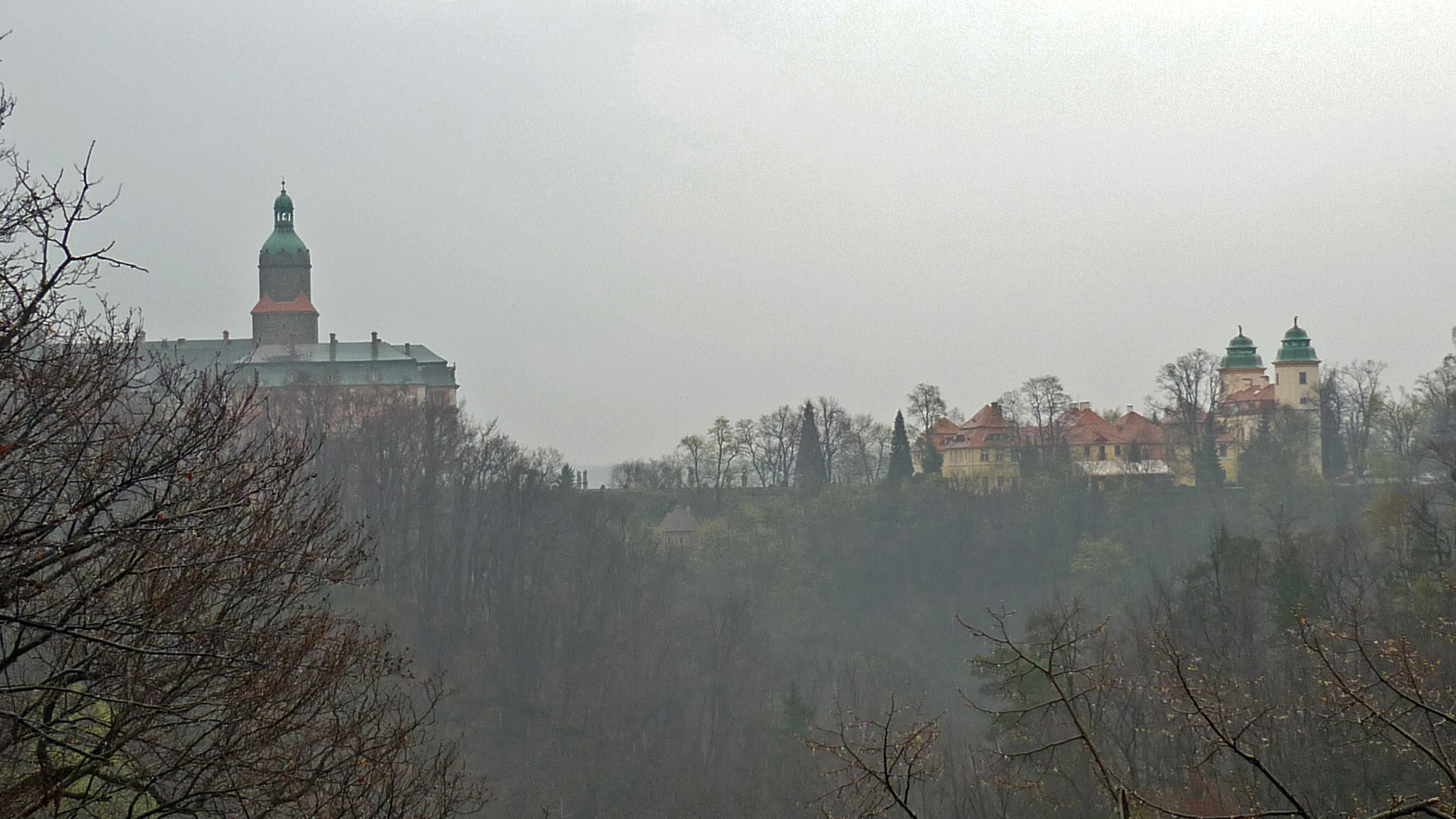
Blick von der alten Burg zum Schloss Fürstenstein